# Michelangelo
För andra betydelser, se Michelangelo (olika betydelser).

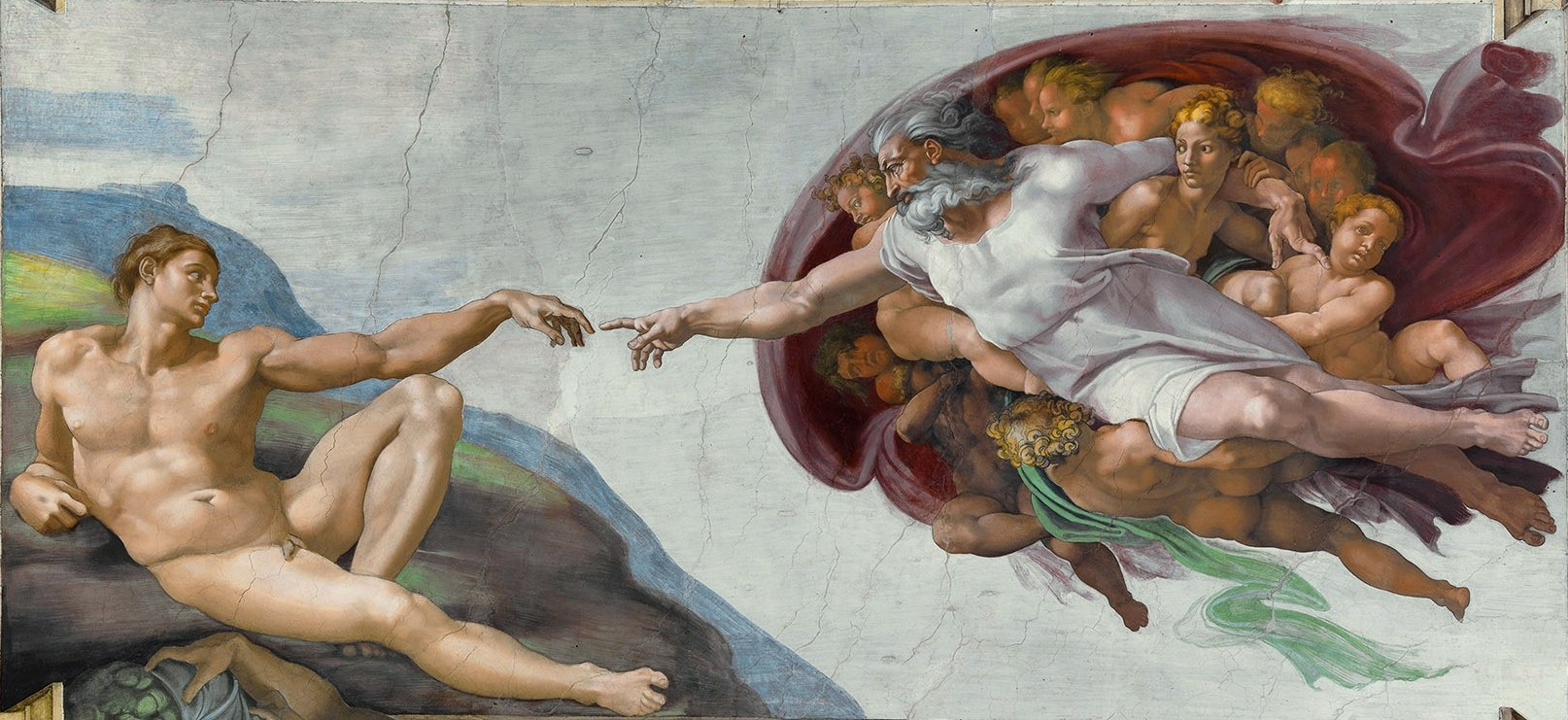
Michelangelos mest kända verk Adams skapelse från 1510.

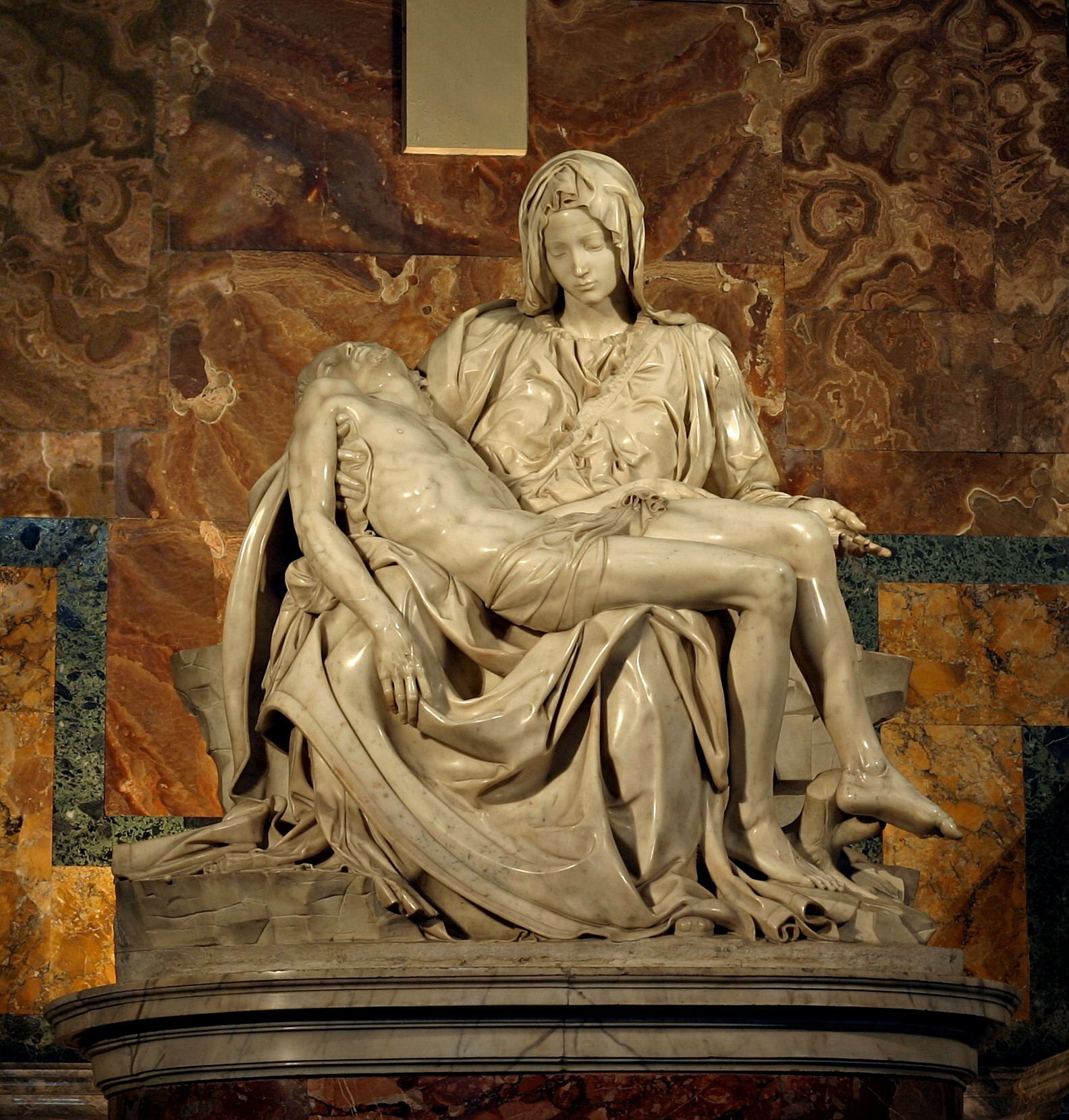
Michelangelo Buonarroti – Pietà (1499). Peterskyrkan, Vatikanen

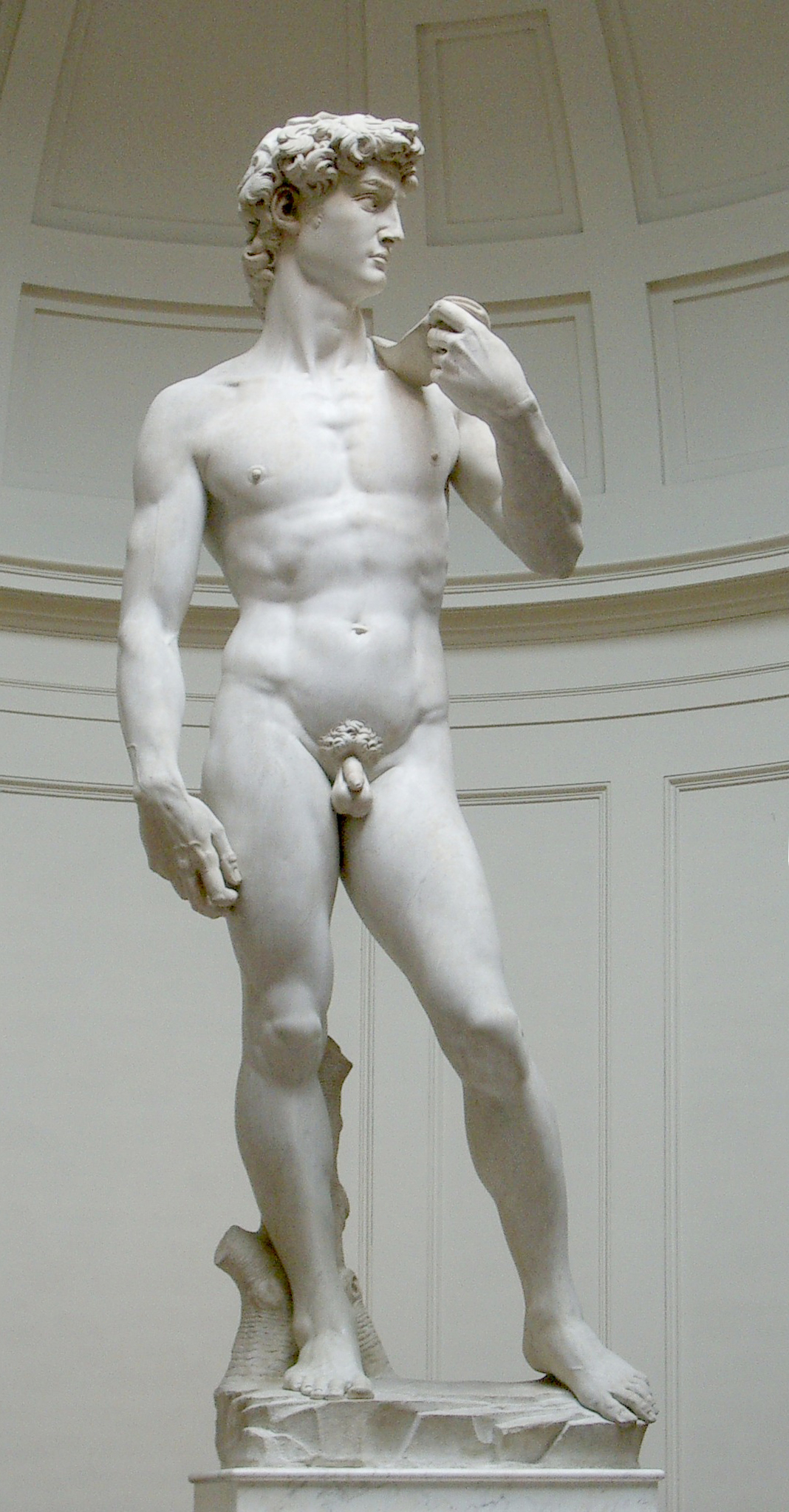
David (1501-1504), Florens

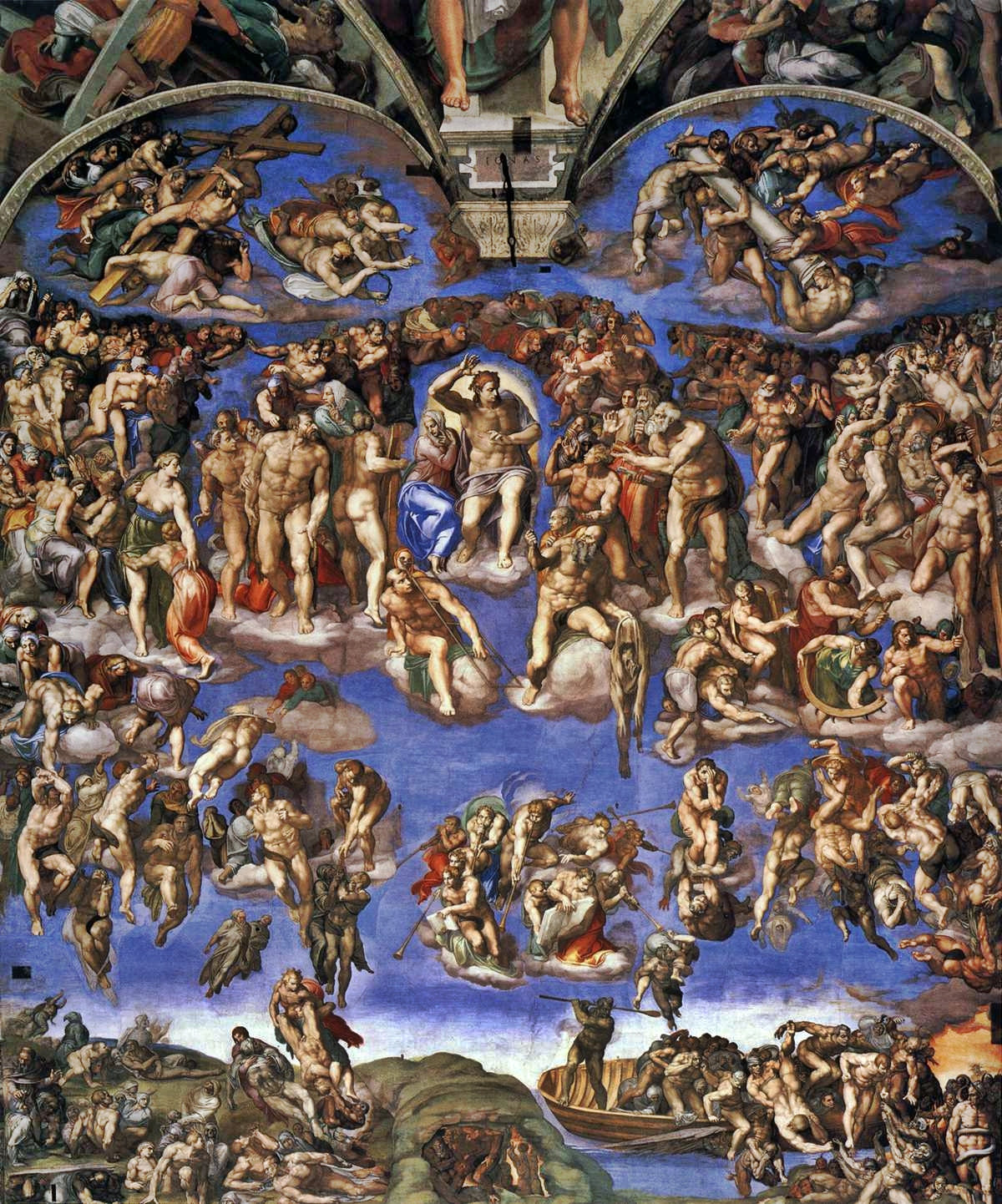
Michelangelo – Yttersta domen (1534-1541). Sixtinska kapellet

Michelangelo di Lodovico Buonarroti Simoni (italienskt uttal: [mikeˈlandʒelo di lodoˈviːko ˌbwɔnarˈrɔːti siˈmoːni]; mer känd som bara Michelangelo), född 6 mars 1475 i Caprese norr om Arezzo i Republiken Florens i (nuvarande Italien), död 18 februari 1564 i Rom, var en italiensk skulptör, arkitekt, målare och poet. Han verkade i Florens och Rom under högrenässansen. Michelangelo överglänste alla sina läromästare. Hans stil var hans egen och han skapade mästerverk i många konstgrenar, inom skulptur, arkitektur och måleri. Michelangelo föredrog dock att kallas skulptör.

## Biografi
Michelangelo föddes i Caprese, där fadern var den högste florentinske ämbetsmannen. Han fick sin skolning i Florens, först i freskteknik genom Domenico Ghirlandaio och sedan, under Lorenzo il Magnificos beskydd, i Mediciskolan, där hans talang för skulptur upptäcktes. Här formades även hans intellekt i umgänget med de nyplatonska filosofer, konstnärer, poeter och lärda män som Lorenzo hade samlat kring sig.
Efter sin beskyddares död begav sig Michelangelo först till Bologna och sedan till Rom, där han, vid 24 års ålder utförde sitt skulpturala mästerverk: Pietà (1499), som finns i Peterskyrkan. Vid återkomsten till Florens högg han för stadens räkning den 5,17 meter höga statyn David i vit marmor (1504). Statyn var placerad på Piazza della Signoria framför Palazzo Vecchio i Florens, där det idag står en kopia av statyn. 
Andra verk från denna period är den så kallade Bryggemadonnan, målningen Tondo Doni (eller Den heliga familjen) och utkastet till en fresk, Slaget vid Cascina, framställd i tävlan med Leonardo da Vinci. Detta viktiga verk förstördes, men inte tidigare än att studierna av nakna män inbegripna i våldsam strid hade påverkat många konstnärer på ett sätt som kom att leda fram till manierismen. Manierismen försöker imitera de yttre kännetecknen av Michelangelos konst, dock utan att äga dess sinne och inre väsen. Därför blir manierism ofta en yttre företeelse om konstnären inte lyckas tillägga något eget till den.

### Konsten
År 1505 återkallades Michelangelo till Rom av påven Julius II och befalldes att utföra det gravmonument, som skulle förhärliga påven efter döden. Endast en av de ursprungligen planerade fyrtio skulpturerna blev någonsin fullbordad, Mose (1515), placerad i kyrkan San Pietro in Vincoli i Rom. Två ofullbordade, men virtuost gestaltade, fångar eller slavar finns på Louvren. Michelangelo grälade med påven och flydde från Rom. Han försonades senare med denne och återvände 1508, inte för att avsluta gravmonumentet utan, mycket mot sin vilja, för att utsmycka hela taket i Sixtinska kapellet i Vatikanen med fresker, bland dessa Adams skapelse. Detta enorma företag tog honom 20 månader av arbete nästan uteslutande på egen hand.
Michelangelos försök att sedan återvända till skulpturen och den julianska graven omintetgjordes än en gång, denna gång av Julius II:s efterträdare, Medicipåven Leo X, som befallde honom att förse den ofullbordade basilikan San Lorenzo i Florens med en fasad. Fastän detta projekt övergavs 1520, stannade Michelangelo i familjen Medicis tjänst. Han arbetade framför allt på kapellet som skulle komma att hysa familjegravarna, Medicikapellet, och Biblioteca Laurenziana, båda i anslutning till San Lorenzo.
Staden Florens gjorde 1527 uppror mot mediceerna, och Michelangelo splittrades mellan lojaliteten till sina beskyddare och sina republikanska sympatier. Han spelade en aktiv roll i försvarandet av Florens i egenskap av ingenjör ansvarig för befästningarna, men när mediceerna återtog staden förläts Michelangelo. Han återupptog arbetet med Medicikapellet och fullbordade monumenten över Giuliano och Lorenzo de' Medici med de symboliska gestalterna Natten och Dagen, Skymningen och Gryningen, innan han återigen kallades till Rom för att måla sin andra stora fresk, Yttersta domen (1534–1541), vilken upptar hela altarväggen i Sixtinska kapellet.
I Rom, där han blev kvar till sin död, lärde han känna Vittoria Colonna, som utövade ett stort inflytande under hans sista år. Ytterligare två fresker, Pauli omvändelse och Petri korsfästelse, målades 1542–1550 i Cappella Paolina i Vatikanen.
År 1546 utnämndes Michelangelo till chefsarkitekt för Peterskyrkan och hade överinseende över själva uppförandet av kyrkan och arbetet på andra byggnadsprojekt. Peterskyrkans kupol och västparti bär hans signum. Dessutom omdanade han Kapitolieplatsen på Capitolium. Under samma tid utförde Michelangelo två av sina mest uttrycksfulla skulpturer, Palestrina Pietà och Pietà Rondanini. Många av hans finaste sonetter skrevs också under dessa sista år. Michelangelos senare verk betraktas som manierismens föregångare.
Den 10 mars 1564 begravdes han i Basilica di Santa Croce, Florens.

### Poesi
Michelangelos inflytande som poet kunde ha varit lika stort om hans sonetter hade givits ut i sin ursprungliga version, vilket inte skedde förrän 1683. Den misshandlade och censurerade version som publicerades av Michelangelos brorsonson var av ringa värde och väckte uppmärksamhet endast som kuriositet. Det är ofta svårt att förstå sonetternas fulla betydelse, men Michelangelos visar prov på mycket god lyrisk förmåga i sonetter som Giunto è già 'l corso della vita mia. En del av hans kärlekssonetter gavs ut i Sverige 2005 i en nytolkning av Sverker Åström.

### Arkitektur
Michelangelo åtog sig även arkitektuppdrag. Biblioteca Medicea Laurenziana i Florens, delar av Palazzo Farnese och Piazza del Campidoglio i Rom skapades av honom. Han skapade även fasaderna till Palazzo dei Conservatori och Palazzo Senatorio i Rom.

### Skulptur
Bland Michelangelos tidiga verk är den så kallade Bryggemadonnan, Madonnan på trappan och ängeln i Bologna. Från påven Julius II:s gravmonument, ofullbordade, men virtuost gestaltade fångar eller slavar finns på Louvren. 

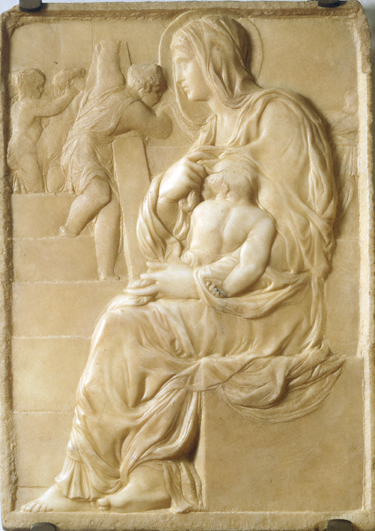
Madonna della Scala, 1490–1492
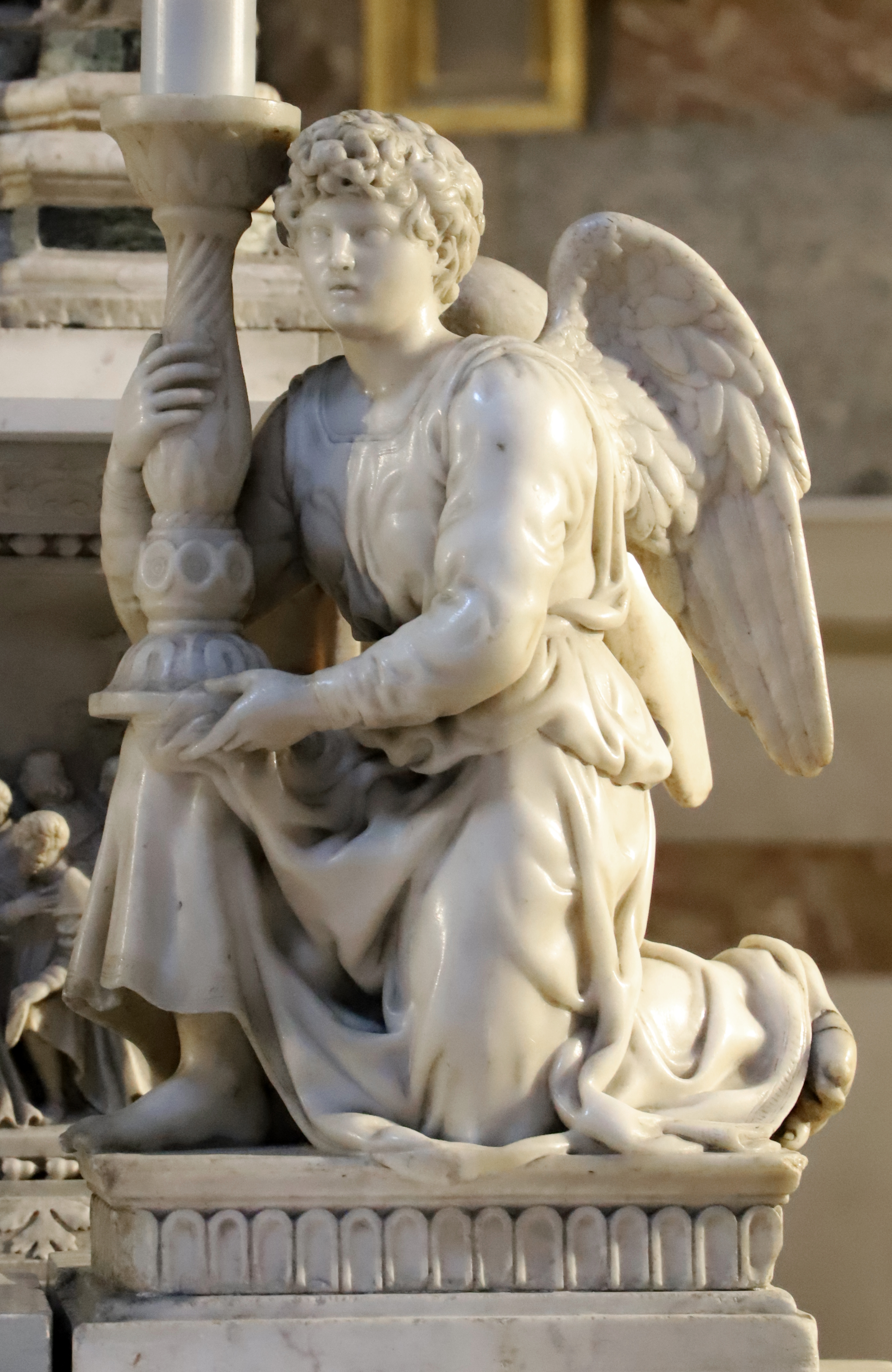
Ängel, 1494, Basilica di San Domenico
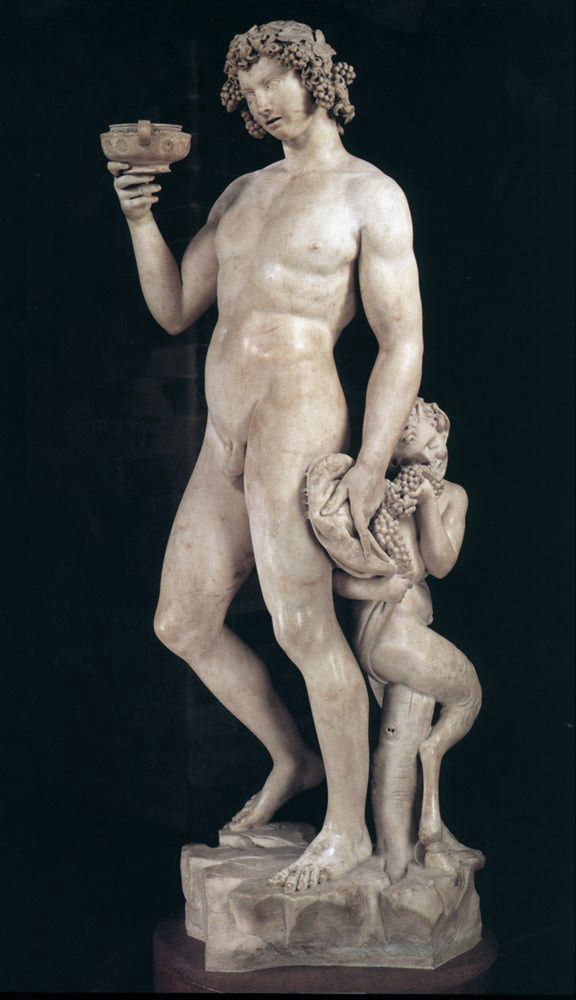
Bacchus, 1497, Museo del Bargello,
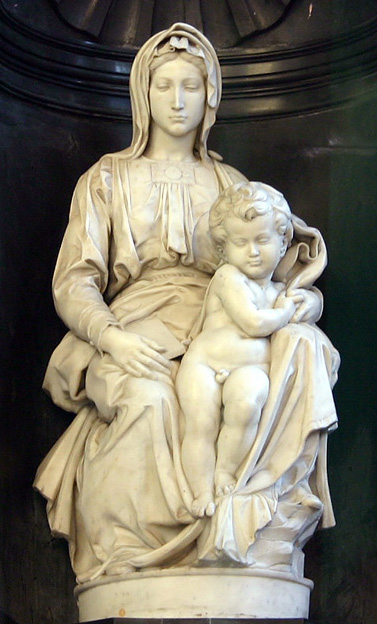
Bryggemadonnan, 1501-1504
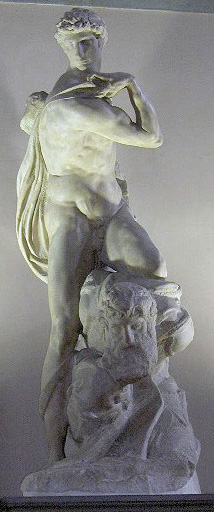
Segern, 1534, Palazzo Vecchio, Florens
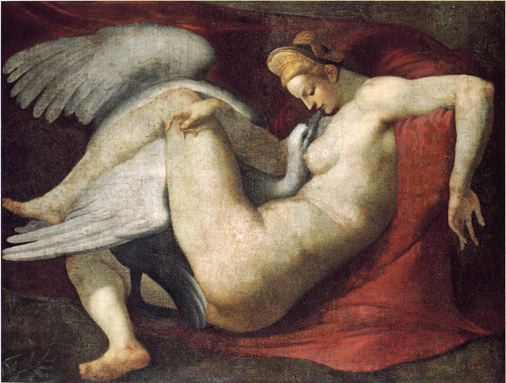
Leda och svanen, kopia av försvunnen målning av Michelangelo
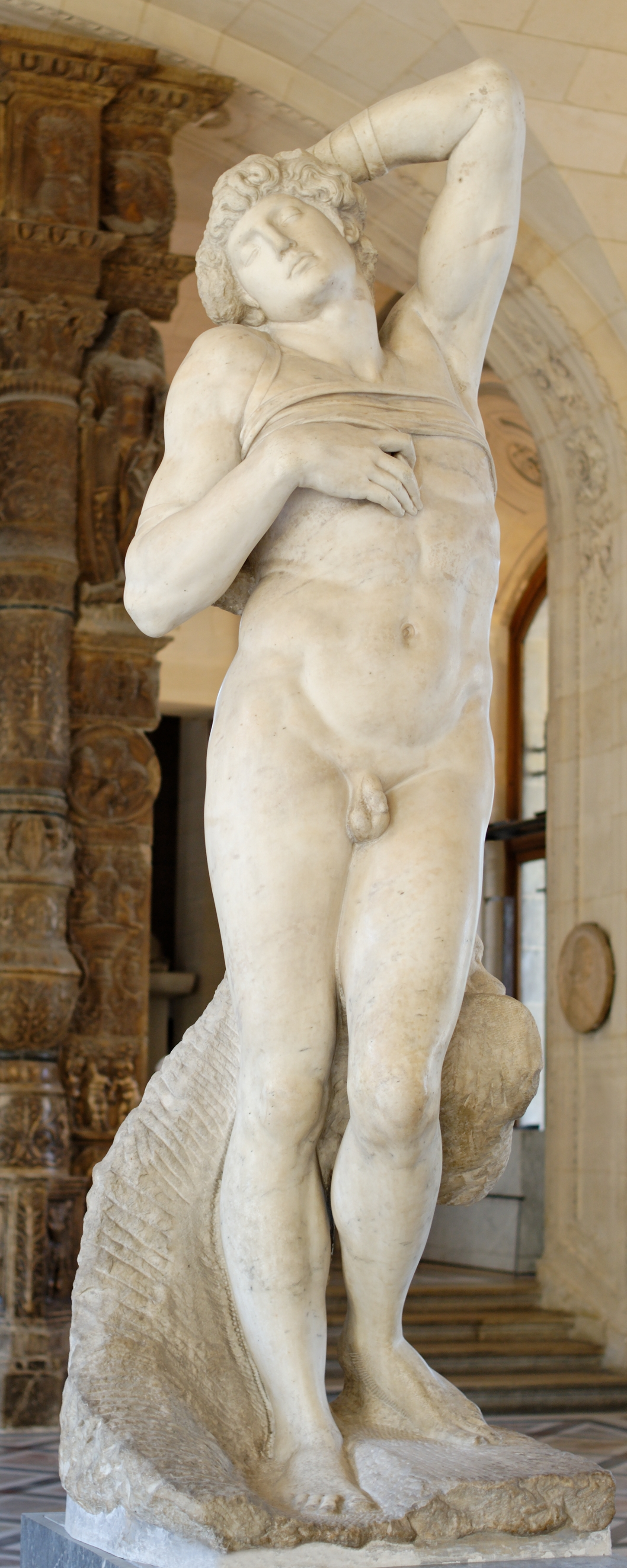
Döende slav, 1513-1515, Louvren
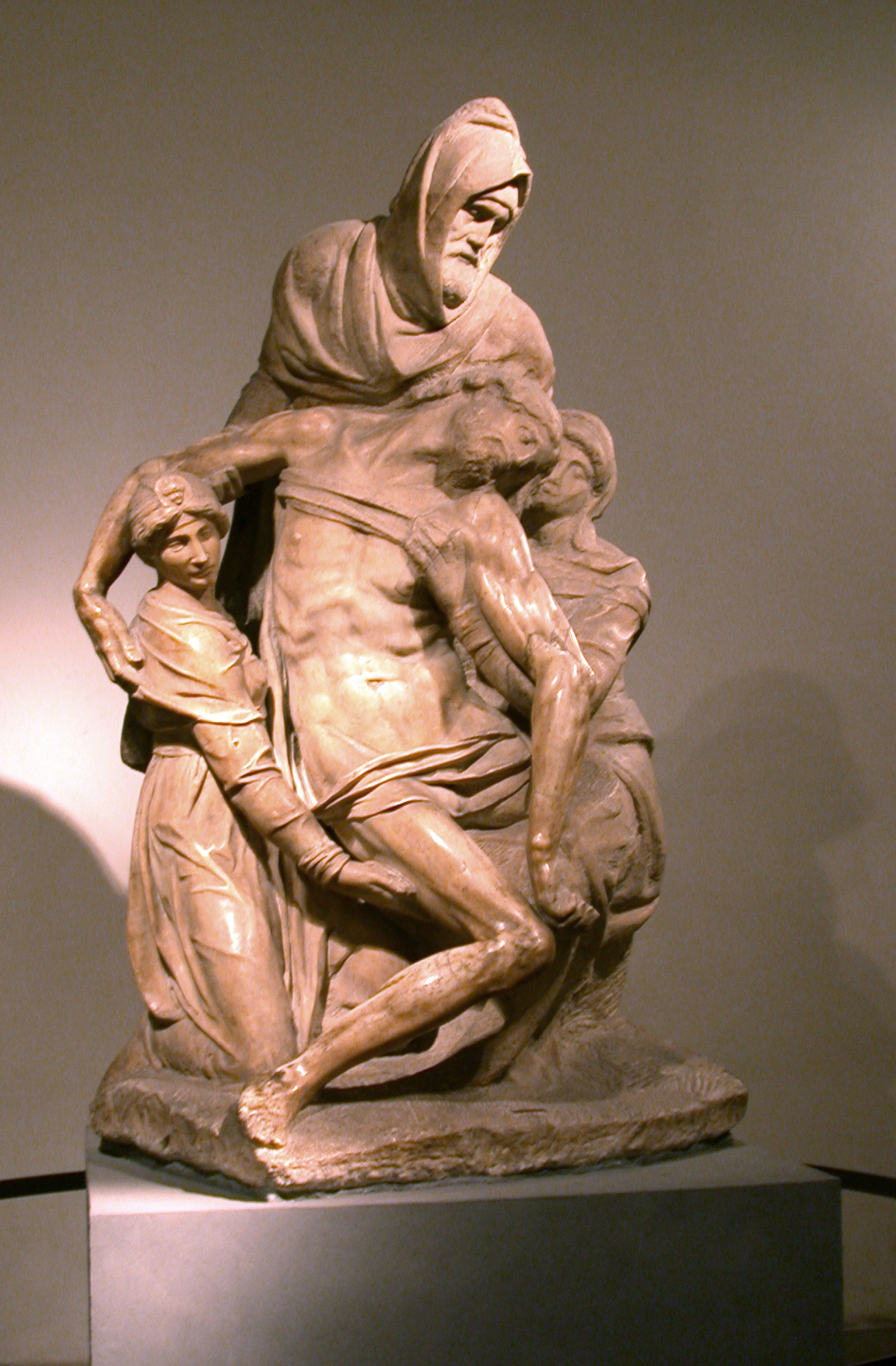
Pieta Firenze

## Eftermäle
Förmodligen har ingen annan konstnär utövat ett större inflytande än Michelangelo. I samtidens ögon var han "Den gudomlige" och trots att hans storhet var uppenbar och erkänd, ingav skaparkraften inom honom en sådan respekt hos påvar, lärda och soldater att de talade om hans terribilità. Hans vän Giorgio Vasari kallade Michelangelos verk höjdpunkten på den strålande utveckling av konsten som hade påbörjats med Giotto. I 500 år har freskerna i Sixtinska kapellet studerats av konstnärer och deras uppdragsgivare och alla som bedömt sin egen tids konst. ("Innan man sett Sixtinska kapellet, kan man inte ha någon riktig uppfattning om vad människan kan åstadkomma", skrev Goethe lyriskt.)
Nedslagskratern Michelangelo på planeten Merkurius och asteroiden 3001 Michelangelo är uppkallade efter honom.

## Verk

### Lista över verk (urval)
- Madonnan vid trappan (1489–1492)
- Kentaurernas kamp (1492)
- Krucifix (omkr. 1494)
- Den ljusbärande ängeln (1494–1495)
- Bacchus (1496–1497)
- Pietà (1498–1499)
- David (1501–1504)
- Bryggemadonnan (1501–1504)
- Tondo Doni (1503–1504)
- Slaget vid Cascina (1505)
- Sixtinska kapellets tak (1508–1512)
- Den döende slaven (omkr. 1513)
- Mose (1513–1515)
- Den uppståndne Kristus (omkr. 1518–1520)
- Nya sakristian, San Lorenzo (1520–1534)
- Biblioteca Medicea Laurenziana (1523–1559)
- Hukande pojke (omkr. 1530–1534)
- Yttersta domen (1534–1541)
- Piazza del Campidoglio (1536–1546)
- Brutus (1538)
- Pauli omvändelse (1542–1545)
- Palazzo Farnese (1546)
- Petri korsfästelse (1546–1550)
- Florentinska Pietà (1546–1555)
- Pietà Rondanini (1546–1564)
- Peterskyrkans absid och kupol (1546–1564)
- Cappella Sforza, Santa Maria Maggiore (omkr. 1560)
- Porta Pia (1561–1565)
- Santa Maria degli Angeli e dei Martiri (1563–1564)